# Júlio Pólux
Júlio Pólux (em latim: Julius Pollux; em grego clássico: Ιούλιος Πολυδεύκης; romaniz.: Ioúlios Poludeúkes) foi um antigo gramático, lexicógrafo e sofista grego do século II originário de Náucratis, no Egito, que tornar-se-ia em Atenas um discípulo do sofista Adriano de Tiro. Pelo reinado do imperador romano Cômodo (r. 177–192) foi nomeado como professor de retórica da Academia de Atenas.

## História

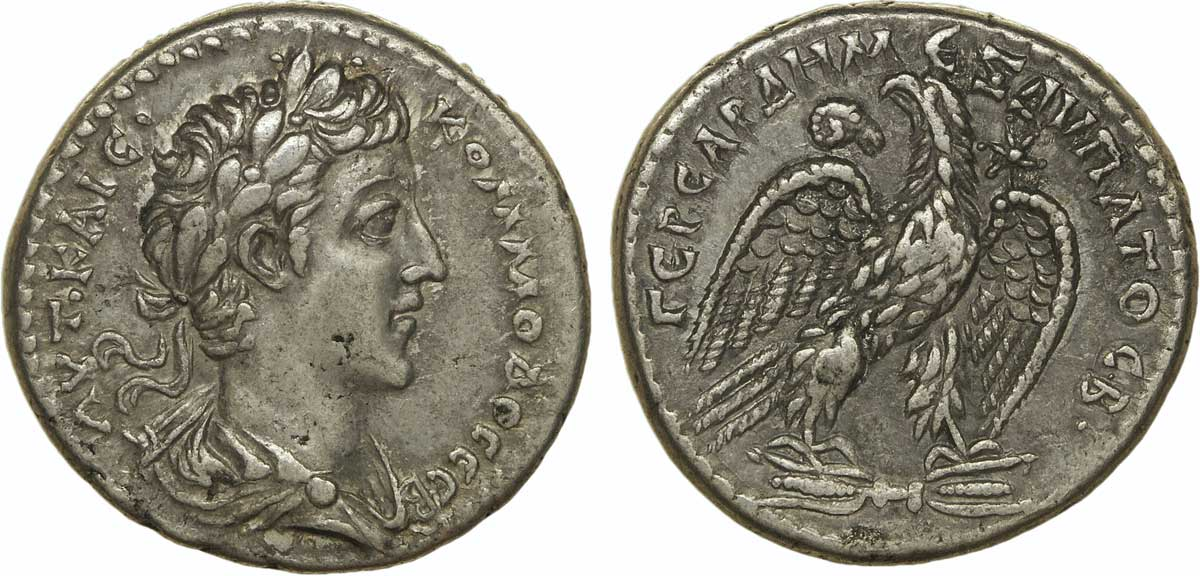
Denário do imperador Cômodo r.

Júlio Pólux nasceu em Náucratis, no Egito. Foi instruído por seu pai no criticismo e então partiu para Atenas, onde estudou retórica sob orientação do sofista Adriano de Tiro. Júlio abriu uma escola privada em Atenas, onde lecionou gramática e retórica, e foi posteriormente escolhido pelo imperador romano Cômodo (r. 177–192) como professor de retórica na Academia ateniense. Em data desconhecida era o professor do sofista Élio Antípatro, que lecionaria no reinado de Sétimo Severo (r. 193–211). Ele faleceu em data desconhecida durante o reinado de Cômodo e deixaria um filho.
Ele foi louvado por Filóstrato por sua habilidade crítica, mas foi criticado por seus poderes retóricos, sob alegação que teria recebido a cadeira de professor simplesmente por sua voz melíflua. Júlio Pólux foi atacado por muitos de seus contemporâneo devido o caráter inferior de sua retórica. Luciano de Samósata em suas obras Ρητόρων διδάσκαλος, Leociphanes e De Saltatione e um certo Atenodoro, que lecionada em Atenas à época de Pólux, estão entre seus detratores.

## Obras
Pólux foi o autor de vários trabalhos, dos quais a Suda preservou o nome: Ὀνομαστικὸν ἐν βιβλίοις ί, uma onomástico em 10 livros; Διαλέξεις ήτοι λαλιαί, Dissertações; Μελέται, Declamações; Εις Κόμοδον καισαρα επιθαλάμιος, uma oração dedicada ao casamento do César Cômodo; Ρωμαiκος λόγος, um panegírico sobre Roma; Σαλπιγκτης η αγων μουσικός, um trompetista, ou um concurso musical; Κατα Σωκράτους, um discurso contra Sócrates; Κατα Σινωπέων, contra os sinopianos; Πανελλήνιος, um discurso proferido diante de gregos reunidos; Αρκαδικός , um discurso endereçado aos arcádios ou em louvor a eles.
Todas as obras de Júlio Pólux não sobreviveram com exceção do Onomástico. Ela divide-se em 10 livros, cada qual contendo uma breve dedicatória ao César Cômodo, o que sugere que teria sido publicada antes de 177, uma vez que Cômodo tornar-se-ia Augusto naquele ano. Cada livro é temático e contêm as mais importantes palavras relacionadas a certos assuntos, com explanações curtas dos significados das palavras que são frequentemente exemplificadas por citações de autores antigos. A obra não é organizada em ordem alfabética.
Os conteúdos, segundo seu livro, são: 1 - de deuses e seu culto, de reis, da velocidade e vagareza, do tingimento, do comércio e manufaturas, da fertilidade e o contrário, do tempo e as divisões do ano, das cadas, dos navios, da guerra, dos cavalos, da agricultura, das partes do arado e da carroça e das abelhas; 2 - dos homens, seu olho, das partes de seu corpo e similares; 3 - das relações, da vida política, dos amigos, do amor pelo campo, do amor, da relações entre mestres e escravos, do dinheiro, das viagens, e vários outros assuntos; 4 - dos vários ramos do conhecimento e ciência; 5 - da caça, animais, etc; 6 - das refeições, dos nomes dos crimes; 7 - dos diferentes comércios, etc; 8 - dos tribunais, da administração da justiça, etc; 9 - das cidades, edifícios, moedas, jogos, etc; 10 - dos vários vasos, etc.